# Canal de calciu
Canalele de calciu sunt un tip de canale ionice care acționează ca pori selectivi pentru ionii de calciu (Ca2+) în structura membranelor celulare. Termenul este uneori sinonim cu cel de canal de calciu voltaj-dependent, deși există și canale de calciu mediate prin intermediul liganzilor.